# Xuanwu (Pekin)

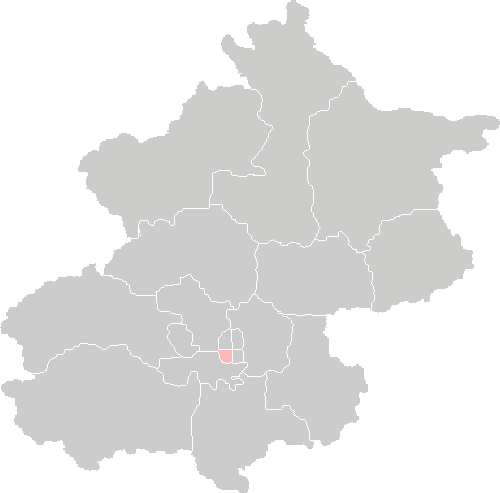
Xuanwu na mapie Pekinu

Xuanwu (chiń. upr. 宣武区; chiń. trad. 宣武區; pinyin Xuānwǔ Qū) – dawna dzielnica Pekinu położona w południowo-zachodniej części centrum miasta. W 2008 roku liczyła ok. 560 tys. mieszkańców, a gęstość zaludnienia wyniosła 29 473 os./km². Została włączona do dzielnicy Xicheng w lipcu 2010 roku.

## Atrakcje turystyczne
- Świątynia Changchun
- Świątynia Fayuan